# PFL Cup 2021
Der PFL Cup 2021, auch als Copa Paulino Alcantara 2021 bekannt, war die dritte Austragung des philippinischen Fußballwettbewerbs. Der Pokalwettbewerb, der von der Philippine Football Federation organisiert wurde, wird seit 2018 jährlich ausgetragen. Titelverteidiger war Ceres-Negros FC, der 2019 den Pokal gewann. Wegen der COVID-19-Pandemie fand 2020 kein Wettbewerb statt.

## Austragungsort
Alle Spiele des Pokalwettbewerbs wurden im PFF National Training Center in Carmona ausgetragen.

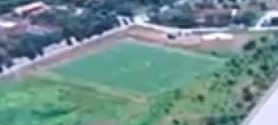
PFF National Training Center

## Teilnehmende Mannschaften
| Teilnehmer                                                                                                 |
| - Azkals Development Team - Kaya FC-Iloilo - Mendiola FC 1991 - Stallion Laguna - Cebu FC - United City FC |

Nach der Auslosung zog sich United City aus dem Wettbewerb zurück.

## Gruppenphase

### Gruppe A
| Pl. | Verein          | Sp. | S | U | N | Tore    | Diff. | Punkte |
| --- | --------------- | --- | - | - | - | ------- | ----- | ------ |
| 1.  | Stallion Laguna | 1   | 1 | 0 | 0 | 001:000 | +1    | 03     |
| 2.  | Cebu FC         | 1   | 0 | 0 | 1 | 000:100 | −1    | 0      |
| 3.  | United City FC  | 0   | 0 | 0 | 0 | 000:000 | ±0    | 0      |

#### Spiele
| Datum             |                 | Ergebnis |         |
| ----------------- | --------------- | -------- | ------- |
| 10. November 2021 | Stallion Laguna | 1:0      | Cebu FC |

### Gruppe B
| Pl. | Verein                  | Sp. | S | U | N | Tore    | Diff. | Punkte |
| --- | ----------------------- | --- | - | - | - | ------- | ----- | ------ |
| 1.  | Kaya FC-Iloilo          | 2   | 2 | 0 | 0 | 008:000 | +8    | 06     |
| 2.  | Azkals Development Team | 2   | 1 | 0 | 1 | 009:200 | +7    | 03     |
| 3.  | Mendiola FC 1991        | 2   | 0 | 0 | 2 | 000:150 | −15   | 0      |

#### Spiele
| Datum             |                         | Ergebnis |                         |
| ----------------- | ----------------------- | -------- | ----------------------- |
| 7. November 2021  | Kaya FC-Iloilo          | 2:0      | Azkals Development Team |
| 10. November 2021 | Mendiola FC 1991        | 0:6      | Kaya FC-Iloilo          |
| 13. November 2021 | Azkals Development Team | 9:0      | Mendiola FC 1991        |

## Halbfinale
| Datum             |                 | Ergebnis |                         |
| ----------------- | --------------- | -------- | ----------------------- |
| 16. November 2021 | Stallion Laguna | 1:2 n. V | Azkals Development Team |
| 16. November 2021 | Kaya FC-Iloilo  | 1:0      | Cebu FC                 |

## Spiel um den 3. Platz
| Datum             |                 | Ergebnis              |         |
| ----------------- | --------------- | --------------------- | ------- |
| 19. November 2021 | Stallion Laguna | 0:0 n. V, (5:4 i. E.) | Cebu FC |

## Finale
| Datum             |                         | Ergebnis |                |
| ----------------- | ----------------------- | -------- | -------------- |
| 19. November 2021 | Azkals Development Team | 0:1      | Kaya FC-Iloilo |

### Spielstatistik
| Paarung                 | Azkals Development Team – Kaya FC-Iloilo |
| Ergebnis                | 0:1 (0:0) |
| Datum                   | 19. November 2021 um 19:45 Uhr UTC+9 |
| Stadion                 | PFF National Training Center, Carmona |
| Schiedsrichter          | Clifford Daypuyat |
| Tore                    | 0:1 Kenshiro Daniels (47.) |
| Azkals Development Team | Quincy Kammeraad – Matthew Custodio, Mar Vincent Diano , Christian Rontini, Yrick Gallantes, Oskari Kekkonen, Troy Limbo, Oliver Bias, Sandro Reyes, Dennis Chung, Ivan Ouano (66. Kainoa Bailey) Cheftrainer: Giovanni Villagracia                                  |
| Kaya FC-Iloilo          | Louie Casas – Simone Rota, Carlyle Mitchell, Audie Menzi, Dylan de Bruycker, Marwin Angeles (61. Shirmar Felongco), Masanari Omura (80. Arnel Amita), Ryo Fujii, Kenshiro Daniels (89. Jesus Melliza), Daizo Horikoshi, Jovin Bedic Cheftrainer: Yu Hoshide ( Japan) |
| Gelbe Karten            | keine – Dylan de Bruycker (44.), Daizo Horikoshi (76.) |
| Platzverweise           | keine – Dylan de Bruycker (90.+3') |

#### Auswechselspieler
| Auswechselspieler | Auswechselspieler |
| --- | --- |
| Azkals Development Team | Kaya FC-Iloilo |
| - Anton Yared - Frederico Alegre - Pete Forrosuelo - Kainoa Bailey (66.) ▲ - Andreas Aldeguer - ethro Borlongan - Vincent Parpan | - Zach Banzon - Camelo Tacusalme - Shirmar Felongco (61.) ▲ - Jesus Melliza (89.) ▲ - Arnel Amita (80.) ▲ - Eric Giganto - Fitch Arboleda |